# Ashley Carty
Ashley Carty (ur. 17 lipca 1995 w Rotherham) – angielski snookerzysta.

## Kariera

### 2011–2014: Początki
We wrześniu 2011 roku, Ashley Carty po raz pierwszy wziął udział w turnieju PTC ale odpadł w rundzie wstępnej turnieju w Sheffield. Podczas dziesiątego turnieju PTC sezonu 2011/12 po raz pierwszy dotarł do rundy finałowej. Jednak przegrał 0-4 ze Szkotem Graemem Dottem w pierwszej rundzie. Podczas Munich Open 2013, Carty przegrał ze swoim rodakiem Jackiem Lisowskim w 1/64 finału. W marcu 2013, Carty dotarł do finału Mistrzostw Europy U21, przegrywając 0-6 ze swoim rodakiem Jamesem Cahillem. Ponieważ Mistrzostwa Europy U21 były również turniejem kwalifikacyjnym do głównego touru, nie udało mu się również zakwalifikować do sezonu 2013/14. Dwa miesiące później podjął kolejną próbę zakwalifikowania się przez serię turniejów Q School. W trzecim turnieju dotarł do finału swojej grupy, przegrywając 3-4 ze Szkotem Fraserem Patrickiem. Chociaż nie udało mu się dostać do profesjonalnej ligi, w kolejnym sezonie, dzięki Q-School Order of Merit, mógł wziąć udział w kilku turniejach rankingowych.
Na Wuxi Classic 2013, pierwszym turnieju sezonu 2013/14, Carty po raz pierwszy wziął udział w turnieju rankingowym i przegrał 4–5 z Martinem Gouldem w rundzie kwalifikacyjnej. Jego pierwsze zwycięstwo miało miejsce w kwalifikacjach do Australian Goldfields Open 2013. W pierwszej rundzie pokonał Chińczyka Lü Haotiana, zanim został wyeliminowany w drugiej rundzie przez Michaela Wasleya. W dwóch innych występach turniejowych w tym sezonie – Indian Open 2013 i Haikou World Open 2014 – poniósł porażki w meczach otwarcia. W lipcu 2013 dotarł do 1/8 finału Mistrzostw świata IBSF do lat 21 i został tam pokonany przez Chińczyka Wang Zepenga. Na Players Tour Championship 2013/14 nie awansował do najlepszych 128 w żadnym turnieju. Na Mistrzostwach Europy U21 2014 dotarł do półfinału. W 2014 roku został także mistrzem Anglii do lat 21.

### 2014–2018: Jako amator w zawodowym Tourze
W Q School 2014 Carty ponownie otarł się o kwalifikację do głównego touru. W pierwszym turnieju dotarł do półfinału swojej grupy, w drugim do finału. W sezonie 2014/15 mógł wziąć udział w dziesięciu z jedenastu turniejów rankingu światowego poprzez Order of Merit. Nie mógł wystartować tylko w turnieju finałowym 2014/15 Players Tour Championship, ponieważ tylko 32 najlepszych graczy PTC mogło tam rywalizować, a on nie dostał się do ostatniej 128. w żadnym turnieju z serii w tym sezonie. Jego pierwszym zwycięstwem w kwalifikacjach do turnieju rankingowego w tym sezonie było ponownie Australian Goldfields Open, gdzie odpadł w decydującej partii z Mike'iem Dunnem po zwycięstwach nad Lu Chenwei i Kyrenem Wilsonem w trzeciej rundzie kwalifikacyjnej. Na UK Championship w 2014 roku, do których zakwalifikowało się bezpośrednio wszystkich 128 uczestników, po raz pierwszy wziął udział w głównej drabince światowego turnieju rankingowego, ale przegrał mecz pierwszej rundy 0-6 z Barrym Hawkinsem. Na German Masters w 2015 roku osiągnął swój najlepszy wynik jak dotąd w turnieju światowego rankingu. Dzięki zwycięstwom nad Robertem Milkinsem i Jamesem Cahillem zakwalifikował się do 1/16 finału. Jednak w głównej drabince rozgrywanej w Berlinie przegrał 3-5 z Martinem Gouldem. Na kolejnym turnieju rankingowym, Welsh Open w 2015 roku, dotarł również do 1/16 finału, gdzie został wyeliminowany przez Marco Fu. Po dotarciu do 1/86 finału na China Open w 2015 roku odpadł w pierwszej rundzie kwalifikacji do Mistrzostw Świata, w których brał udział w tym roku, przegrywając 3-10 z Jamie Jonesem .
W Q School 2015 Ashley Carty nie przeszedł trzeciej rundy w żadnym z turniejów. W sezonie 2015/16 udało mu się wziąć udział tylko w jednym turnieju rankingu światowego, Australian Goldfields Open 2015, gdzie przegrał w pierwszej rundzie kwalifikacyjnej z Adamem Duffym. Na Mistrzostwach Świata U21 2015 dotarł do ćwierćfinału i przegrał tam z Wang Yuchenem 4–6. Na Mistrzostwach Europy U21 2016 przegrał w półfinale ze swoim rodakiem Brandonem Sargeantem 1–5. Na Players Tour Championship, który odbył się ostatni raz w sezonie 2015/16, ponownie nie przeszedł poza rundę 128 zawodników. W maju 2016 Carty pozostał bez zwycięstwa w Q School. Na Mistrzostwach Świata U21 2016 został wyeliminowany w 1/64 finału przez Richarda Haneya.
W 2017 roku ponownie wziął udział w Q School i dotarł do finału grupowego w drugim turnieju . Przegrał jednak minimalnie z Jamesem Cahillem 3:4. Nie zajął też wystarczająco wysokiego miejsca w klasyfikacji generalnej obu turniejów Q School. Niedługo później dotarł do finału English Amateur Championship, ale wycofał się, ponieważ pozwolono mu wziąć udział w odbywającym się w tym samym czasie Riga Masters. Tam pokonał Davida Grace'a, numer 44 w światowym rankingu, 4-1 i dotarł do drugiej rundy. Na Paul Hunter Classic przetrwał amatorskie kwalifikacje i po raz drugi dotarł do głównego wydarzenia. W 2018 roku po raz szósty z rzędu wziął udział w Q School, a w trzecim turnieju ponownie dotarł do play-off. Tym razem pokonał Hindusa Himanshu Dinesh Jaina 4-2 i w wieku 22 lat zapewnił sobie miejsce w głównym cyklu na sezony 2018/19 i 2019/20.

### 2018–2022: Pierwsze lata zawodowe
W swoim pierwszym turnieju jako profesjonalista, Riga Masters 2018, Carty pokonał Harveya Chandlera i gracza z czołowej szesnastki Anthony'ego McGilla, aby dotrzeć do 1/32, gdzie przegrał 0–4 z byłym mistrzem świata Graeme'em Dottem. Pozostał to jednak najlepszy wynik jego pierwszego sezonu zawodowego ; wygrał co najmniej jeden mecz w pięciu kolejnych turniejach, w tym zwycięstwo 4–3 nad 10. numerem na świecie Barrym Hawkinsem na Gibraltar Open 2019 i zwycięstwo 6–3 nad graczem z czołowej 32 Jimmym Robertsonem na China Open 2019. W kwalifikacjach do Mistrzostw Świata 2019 poniósł porażkę 5–10 z Lü Haotianem i zakończył sezon na 108. miejscu na świecie.
Sezon 2019/20 nie rozpoczął się dla Carty'ego zbyt dobrze. W pierwszej połowie sezonu wygrał tylko dwa mecze, po jednym w turniejach kwalifikacyjnych do International Championship 2019 i German Masters. W nowym roku poprawił jednak swoje wyniki i pozostał bez zwycięstwa tylko raz w pięciu turniejach. Pokonał Joe Perry'ego w Welsh Open i dotarł do 1/32 Snooker Shoot-Out po zwycięstwach nad Nopponem Saengkhamem i Markiem Williamsem, gdzie przegrał z Mike'iem Dunnem. W Championship League 2020 niespodziewanie pokonał Neila Robertsona i Kena Doherty'ego i dotarł do rundy pośredniej jako zwycięzca grupy, gdzie pokonał Gary'ego Wilsona, ale odpadł zajmując ostatnie miejsce w grupie. W lipcu 2020 po raz pierwszy dotarł do rundy finałowej Mistrzostw Świata po zwycięstwach nad Rossem Muirem, Jimmym Robertsonem i Robertem Milkinsem. Jednak w meczu otwarcia w Crucible Theatre przegrał ze Stuartem Binghamem 7-10. Sezon zakończył na 77. miejscu. światowym rankingu i straciłby status zawodowca. Z powodu nakładania się Mistrzostw Świata i turniejów Q School otrzymał kolejną dwuletnią kartę profesjonalną za wyniki w Mistrzostwach Świata.
W sezonie 2020/21 Carty dotarł do 1/16 finału European Masters, pokonując Jimmy'ego Robertsona i Simona Lichtenberga, zanim przegrał 2–5 z Irlandczykiem z północy Markiem Allenem. Chociaż pokonał Jacka Lisowskiego w Northern Ireland Open i Alego Cartera w UK Championship, to dopiero w WST Pro Series w styczniu 2021 roku wygrał więcej niż jeden mecz w turnieju; pokonał Scotta Donaldsona, Jamiego Curtisa-Barretta i Jamiego Rhysa Clarke'a, ale zakończył turniej na szóstym miejscu w swojej grupie i odpadł z dalszej gry. W kwalifikacjach do Mistrzostw Świata 2021 dotarł do drugiej rundy po wygranej z Michaelem Whitem, ale przegrał 2–6 z Louisem Heathcotem. Pod koniec sezonu zajmował 96. miejsce w rankingu.
Na początku swojego czwartego sezonu zawodowego Carty nieznacznie przegapił 1/8 finału Championship League, zajmując drugie miejsce w swojej grupie i został wyeliminowany w pierwszej rundzie British Open. W miarę postępu sezonu poniósł częste wczesne porażki, docierając do 1/32 tylko dwa razy. Chociaż w pewnym momencie zajmował nawet 69. miejsce w rankingu światowym, ostatecznie ponownie stracił szansę na bezpośrednie przedłużenie swojej kariery zawodowej. W przeciwieństwie do 2020 roku, tym razem nie udało mu się ponownie zakwalifikować bezpośrednio, co oznaczało, że stracił status zawodowca latem 2022 roku.

### 2022/23: Amatorstwo i powrót do ligi zawodowej
W sezonie 2022/23 Q Tour Carty brał udział we wszystkich sześciu turniejach, docierając raz do półfinałów i raz do ćwierćfinałów, kończąc na 13. miejscu w klasyfikacji generalnej play-offów w marcu 2023 r. w Darlington. Tam pokonał m.in. byłych zawodowców Farakha Ajaiba i Rossa Muira i zakwalifikował się do sezonów zawodowych 2023/24 i 2024/25 po ostatecznym zwycięstwie 5-2 nad Austriakiem Florianem Nüßle.
Ponadto Carty w swoim sezonie jako amator wygrał turniej English Amateur Tour i EPSB Open Series, a także zdobył tytuł English Amateur Championship w wariancie snookera na 6 czerwonych, natomiast na Mistrzostwach Europy w 2023 roku dotarł do 1/8 finału i odpadł w pierwszej rundzie English Amateur Championship.

### Od 2023 r.: Dalsze lata zawodowe i ponowna utrata statusu zawodowego
Na początku swojego piątego sezonu zawodowego Carty dotarł do rundy pośredniej Championship League 2023, a w sierpniu 2023, podczas European Masters, po pokonaniu 30 najlepszych graczy Joe O'Connora i Ricky'ego Waldena, po raz pierwszy dotarł do ćwierćfinału turnieju rankingowego, przegrywając 1-5 ze swoim rodakiem Juddem Trumpem. W kolejnych turniejach odpadł głównie na początku, docierając do 1/32 finału dopiero podczas British Open 2023, Wuhan Open 2023 i Scottish Open 2023. Po odpadnięciu w drugiej rundzie kwalifikacji do Mistrzostw Świata 2024 z Johnem Astleyem, zakończył sezon na 81. miejscu na świecie.
Na początku sezonu 2024/25 Carty dotarł do rundy pośredniej Championship League, 48 najlepszych Saudi Arabia Masters i 32 najlepszych British Open 2024. W miarę postępu sezonu poniósł głównie wczesne porażki, docierając do 32 najlepszych ponownie dopiero podczas Snooker Shoot-Out 2024. W kwalifikacjach do Mistrzostw Świata 2025 pokonał Jimmy'ego White'a, zanim został pokonany 10-2 przez Chińczyka Pang Junxu. Pod koniec sezonu nieznacznie zabrakło mu do czołowej 64 w światowym rankingu, zajmując 68. miejsce, i tym samym po raz kolejny stracił status zawodowca.
Następnie wystartował Q School i dotarł do ćwierćfinału swojej grupy w pierwszym turnieju i półfinału drugiego turnieju. Oznaczało to, że nie udało mu się pozostać w zawodowej trasie, ale jako jedenasty w rankingu Q-School może brać udział w zawodowych turniejach w sezonie 2025/26 jako rezerwowy.

## Występy w turniejach w karierze
| Ranking                    | [ i ]               | [ i ]               | [ i ]               | [ i ]               | [ i ]               | [ i ]         | [ i ]         | [ ii ]        | 81            | [ iii ]       | 70            | [ ii ]        | 69            | [ i ]         |               |               |               |               |               |               |               |               |               |               |               |               |               |               |               |               |
| Turnieje rankingowe        |                     |                     |                     |                     |                     |               |               |               |               |               |               |               |               |               |               |               |               |               |               |               |               |               |               |               |               |               |               |               |               |               |
| Championship League        | nierankingowy       | nierankingowy       | nierankingowy       | nierankingowy       | nierankingowy       | nierankingowy | nierankingowy | nierankingowy | nierankingowy | RR            | RR            | 2R            | 2R            | RR            |               |               |               |               |               |               |               |               |               |               |               |               |               |               |               |               |
| Saudi Arabia Masters       | nie rozegrano       | nie rozegrano       | nie rozegrano       | nie rozegrano       | nie rozegrano       | nie rozegrano | nie rozegrano | nie rozegrano | nie rozegrano | nie rozegrano | nie rozegrano | nie rozegrano | 4R            |               |               |               |               |               |               |               |               |               |               |               |               |               |               |               |               |               |
| Wuhan Open                 | nie rozegrano       | nie rozegrano       | nie rozegrano       | nie rozegrano       | nie rozegrano       | nie rozegrano | nie rozegrano | nie rozegrano | nie rozegrano | nie rozegrano | nie rozegrano | 2R            | LQ            |               |               |               |               |               |               |               |               |               |               |               |               |               |               |               |               |               |
| English Open               | nie rozegrano       | nie rozegrano       | nie rozegrano       | nie rozegrano       | nie rozegrano       | A             | A             | 1R            | 1R            | 1R            | 1R            | LQ            | LQ            |               |               |               |               |               |               |               |               |               |               |               |               |               |               |               |               |               |
| British Open               | nie rozegrano       | nie rozegrano       | nie rozegrano       | nie rozegrano       | nie rozegrano       | nie rozegrano | nie rozegrano | nie rozegrano | nie rozegrano | nie rozegrano | 1R            | 2R            | 2R            |               |               |               |               |               |               |               |               |               |               |               |               |               |               |               |               |               |
| Xi'an Grand Prix           | nie rozegrano       | nie rozegrano       | nie rozegrano       | nie rozegrano       | nie rozegrano       | nie rozegrano | nie rozegrano | nie rozegrano | nie rozegrano | nie rozegrano | nie rozegrano | nie rozegrano | LQ            |               |               |               |               |               |               |               |               |               |               |               |               |               |               |               |               |               |
| Northern Ireland Open      | nie rozegrano       | nie rozegrano       | nie rozegrano       | nie rozegrano       | nie rozegrano       | A             | A             | 1R            | 1R            | 2R            | 2R            | LQ            | LQ            |               |               |               |               |               |               |               |               |               |               |               |               |               |               |               |               |               |
| International Championship | NH                  | A                   | A                   | LQ                  | A                   | A             | A             | LQ            | 1R            | nie rozegrano | nie rozegrano | LQ            | LQ            |               |               |               |               |               |               |               |               |               |               |               |               |               |               |               |               |               |
| UK Championship            | A                   | A                   | A                   | 1R                  | A                   | A             | A             | 1R            | 1R            | 2R            | 1R            | LQ            | LQ            |               |               |               |               |               |               |               |               |               |               |               |               |               |               |               |               |               |
| Shoot Out                  | nierankingowy       | nierankingowy       | nierankingowy       | nierankingowy       | nierankingowy       | A             | 1R            | 1R            | 3R            | 2R            | 1R            | 2R            | 3R            |               |               |               |               |               |               |               |               |               |               |               |               |               |               |               |               |               |
| Scottish Open              | NH                  | MR                  | nie rozegrano       | nie rozegrano       | nie rozegrano       | A             | A             | 2R            | 1R            | 2R            | LQ            | 2R            | LQ            |               |               |               |               |               |               |               |               |               |               |               |               |               |               |               |               |               |
| German Masters             | A                   | A                   | A                   | 1R                  | A                   | A             | A             | LQ            | LQ            | LQ            | LQ            | 1R            | LQ            |               |               |               |               |               |               |               |               |               |               |               |               |               |               |               |               |               |
| World Grand Prix           | nie rozegrano       | nie rozegrano       | nie rozegrano       | NR                  | DNQ                 | DNQ           | DNQ           | DNQ           | DNQ           | DNQ           | DNQ           | DNQ           | DNQ           |               |               |               |               |               |               |               |               |               |               |               |               |               |               |               |               |               |
| Players Championship       | DNQ                 | DNQ                 | DNQ                 | DNQ                 | DNQ                 | DNQ           | DNQ           | DNQ           | DNQ           | DNQ           | DNQ           | DNQ           | DNQ           |               |               |               |               |               |               |               |               |               |               |               |               |               |               |               |               |               |
| Welsh Open                 | A                   | A                   | A                   | 3R                  | A                   | A             | A             | 1R            | 2R            | 1R            | 1R            | LQ            | LQ            |               |               |               |               |               |               |               |               |               |               |               |               |               |               |               |               |               |
| World Open                 | A                   | A                   | LQ                  | nie rozegrano       | nie rozegrano       | A             | A             | LQ            | LQ            | nie rozegrano | nie rozegrano | LQ            | LQ            |               |               |               |               |               |               |               |               |               |               |               |               |               |               |               |               |               |
| Tour Championship          | nie rozegrano       | nie rozegrano       | nie rozegrano       | nie rozegrano       | nie rozegrano       | nie rozegrano | nie rozegrano | DNQ           | DNQ           | DNQ           | DNQ           | DNQ           | DNQ           |               |               |               |               |               |               |               |               |               |               |               |               |               |               |               |               |               |
| World Championship         | A                   | A                   | A                   | LQ                  | A                   | A             | A             | LQ            | 1R            | LQ            | LQ            | LQ            | LQ            |               |               |               |               |               |               |               |               |               |               |               |               |               |               |               |               |               |
| Turnieje nierankingowe     |                     |                     |                     |                     |                     |               |               |               |               |               |               |               |               |               |               |               |               |               |               |               |               |               |               |               |               |               |               |               |               |               |
| Championship League        | A                   | A                   | A                   | A                   | A                   | A             | A             | A             | 2R            | A             | A             | A             | A             |               |               |               |               |               |               |               |               |               |               |               |               |               |               |               |               |               |
| Dawne turnieje rankingowe  |                     |                     |                     |                     |                     |               |               |               |               |               |               |               |               |               |               |               |               |               |               |               |               |               |               |               |               |               |               |               |               |               |
| Wuxi Classic               | NR                  | A                   | LQ                  | LQ                  | nie rozegrano       | nie rozegrano | nie rozegrano | nie rozegrano | nie rozegrano | nie rozegrano | nie rozegrano | nie rozegrano | nie rozegrano | nie rozegrano | nie rozegrano | nie rozegrano | nie rozegrano | nie rozegrano | nie rozegrano | nie rozegrano | nie rozegrano | nie rozegrano | nie rozegrano | nie rozegrano |               |               |               |               |               |               |
| Australian Goldfields Open | A                   | A                   | LQ                  | LQ                  | LQ                  | nie rozegrano | nie rozegrano | nie rozegrano | nie rozegrano | nie rozegrano | nie rozegrano | nie rozegrano | nie rozegrano | nie rozegrano | nie rozegrano | nie rozegrano | nie rozegrano | nie rozegrano | nie rozegrano | nie rozegrano | nie rozegrano | nie rozegrano | nie rozegrano | nie rozegrano | nie rozegrano |               |               |               |               |               |
| Shanghai Masters           | A                   | A                   | A                   | LQ                  | A                   | A             | A             | nierankingowy | nierankingowy | nie rozegrano | nie rozegrano | nierankingowy | nierankingowy |               |               |               |               |               |               |               |               |               |               |               |               |               |               |               |               |               |
| Paul Hunter Classic        | Minor-Ranking Event | Minor-Ranking Event | Minor-Ranking Event | Minor-Ranking Event | Minor-Ranking Event | A             | 1R            | 1R            | NR            | nie rozegrano | nie rozegrano | nie rozegrano | nie rozegrano | nie rozegrano | nie rozegrano | nie rozegrano | nie rozegrano | nie rozegrano | nie rozegrano | nie rozegrano | nie rozegrano | nie rozegrano | nie rozegrano | nie rozegrano | nie rozegrano | nie rozegrano | nie rozegrano | nie rozegrano | nie rozegrano |               |
| Indian Open                | nie rozegrano       | nie rozegrano       | LQ                  | LQ                  | NH                  | A             | A             | 1R            | nie rozegrano | nie rozegrano | nie rozegrano | nie rozegrano | nie rozegrano | nie rozegrano | nie rozegrano | nie rozegrano | nie rozegrano | nie rozegrano | nie rozegrano | nie rozegrano | nie rozegrano | nie rozegrano | nie rozegrano | nie rozegrano | nie rozegrano | nie rozegrano | nie rozegrano | nie rozegrano |               |               |
| China Open                 | A                   | A                   | A                   | 1R                  | A                   | A             | A             | 1R            | nie rozegrano | nie rozegrano | nie rozegrano | nie rozegrano | nie rozegrano | nie rozegrano | nie rozegrano | nie rozegrano | nie rozegrano | nie rozegrano | nie rozegrano | nie rozegrano | nie rozegrano | nie rozegrano | nie rozegrano | nie rozegrano | nie rozegrano | nie rozegrano | nie rozegrano | nie rozegrano |               |               |
| Riga Masters               | nie rozegrano       | nie rozegrano       | nie rozegrano       | Minor-Rank          | Minor-Rank          | A             | 1R            | 2R            | LQ            | nie rozegrano | nie rozegrano | nie rozegrano | nie rozegrano | nie rozegrano | nie rozegrano | nie rozegrano | nie rozegrano | nie rozegrano | nie rozegrano | nie rozegrano | nie rozegrano | nie rozegrano | nie rozegrano | nie rozegrano | nie rozegrano | nie rozegrano | nie rozegrano | nie rozegrano | nie rozegrano |               |
| China Championship         | nie rozegrano       | nie rozegrano       | nie rozegrano       | nie rozegrano       | nie rozegrano       | NR            | A             | 1R            | LQ            | nie rozegrano | nie rozegrano | nie rozegrano | nie rozegrano | nie rozegrano | nie rozegrano | nie rozegrano | nie rozegrano | nie rozegrano | nie rozegrano | nie rozegrano | nie rozegrano | nie rozegrano | nie rozegrano | nie rozegrano | nie rozegrano | nie rozegrano | nie rozegrano | nie rozegrano | nie rozegrano |               |
| WST Pro Series             | nie rozegrano       | nie rozegrano       | nie rozegrano       | nie rozegrano       | nie rozegrano       | nie rozegrano | nie rozegrano | nie rozegrano | nie rozegrano | RR            | nie rozegrano | nie rozegrano | nie rozegrano | nie rozegrano | nie rozegrano | nie rozegrano | nie rozegrano | nie rozegrano | nie rozegrano | nie rozegrano | nie rozegrano | nie rozegrano | nie rozegrano | nie rozegrano | nie rozegrano | nie rozegrano | nie rozegrano | nie rozegrano | nie rozegrano | nie rozegrano |
| Turkish Masters            | nie rozegrano       | nie rozegrano       | nie rozegrano       | nie rozegrano       | nie rozegrano       | nie rozegrano | nie rozegrano | nie rozegrano | nie rozegrano | nie rozegrano | LQ            | nie rozegrano | nie rozegrano | nie rozegrano |               |               |               |               |               |               |               |               |               |               |               |               |               |               |               |               |
| Gibraltar Open             | nie rozegrano       | nie rozegrano       | nie rozegrano       | nie rozegrano       | MR                  | 1R            | LQ            | 2R            | 1R            | 1R            | 1R            | nie rozegrano | nie rozegrano | nie rozegrano |               |               |               |               |               |               |               |               |               |               |               |               |               |               |               |               |
| European Masters           | nie rozegrano       | nie rozegrano       | nie rozegrano       | nie rozegrano       | nie rozegrano       | A             | A             | LQ            | LQ            | 3R            | 2R            | QF            | nie rozegrano | nie rozegrano |               |               |               |               |               |               |               |               |               |               |               |               |               |               |               |               |

1. 1 2 3 4 5 6 7 8  Był amatorem.
2. 1 2  Nowi gracze w Tourze nie mają rankingu.
3. ↑  Gracze, którzy zakwalifikowali się poprzez start w Mistrzostwach świata zaczynają sezon bez punktów rankingowych.

| Legenda tabeli wyników              | Legenda tabeli wyników       | Legenda tabeli wyników                     | Legenda tabeli wyników                                                              | Legenda tabeli wyników                     | Legenda tabeli wyników                     |
| ----------------------------------- | ---------------------------- | ------------------------------------------ | ----------------------------------------------------------------------------------- | ------------------------------------------ | ------------------------------------------ |
| LQ                                  | odpadnięcie w kwalifikacjach | #R                                         | odpadnięcie we wczesnej fazie turnieju (WR = runda dzikich kart, RR = faza grupowa) | QF                                         | przegrana w ćwierćfinale                   |
| SF                                  | przegrana w półfinale        | F                                          | przegrana w finale                                                                  | W                                          | zwycięstwo                                 |
| DNQ                                 | nie zakwalifikował/a się     | A                                          | nie brał/a udziału                                                                  | WD                                         | zrezygnował/a w trakcie turnieju           |
| Legenda oznaczeń w tabelach wyników |                              |                                            |                                                                                     |                                            |                                            |
| NH / Nie roz.                       | NH / Nie roz.                | Turniej nie odbył się.                     | Turniej nie odbył się.                                                              | Turniej nie odbył się.                     | Turniej nie odbył się.                     |
| NR / Nie-rank.                      | NR / Nie-rank.               | Turniej nie był zaliczany jako rankingowy. | Turniej nie był zaliczany jako rankingowy.                                          | Turniej nie był zaliczany jako rankingowy. | Turniej nie był zaliczany jako rankingowy. |
| R / Rank.                           | R / Rank.                    | Turniej był zaliczany jako rankingowy.     | Turniej był zaliczany jako rankingowy.                                              | Turniej był zaliczany jako rankingowy.     | Turniej był zaliczany jako rankingowy.     |
| MR / Minor-Rank.                    | MR / Minor-Rank.             | Turniej był zaliczany jako minor ranking.  | Turniej był zaliczany jako minor ranking.                                           | Turniej był zaliczany jako minor ranking.  | Turniej był zaliczany jako minor ranking.  |